# Harvard Mark I

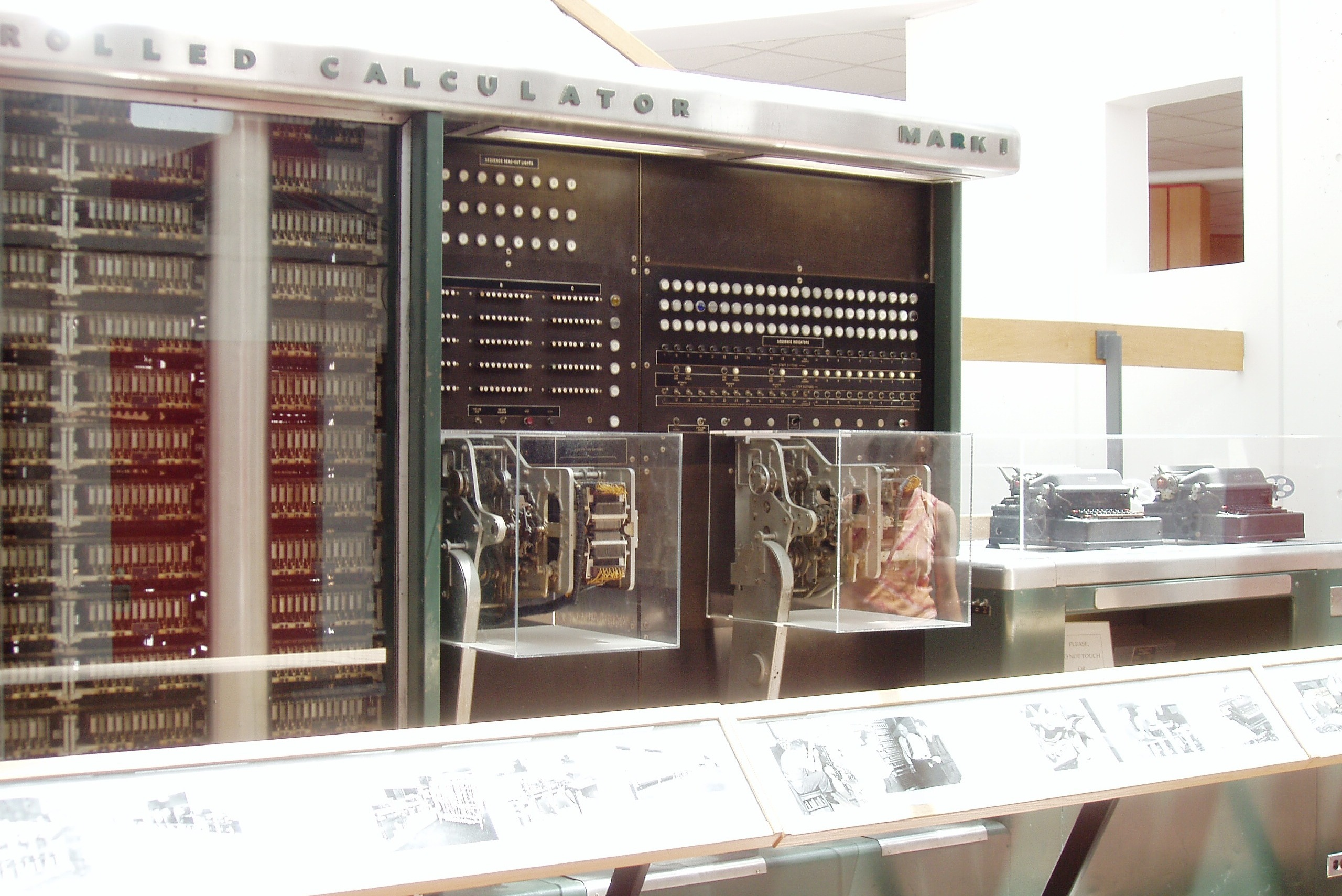
Harvard-IBM Mark 1, costat dret.

L'IBM Automatic Sequence Controlled Calculator (ASCC), anomenat Mark I per la Universitat Harvard, fou el primer ordinador electromecànic construït per Howard H. Aiken el 1944 en la Universitat Harvard i amb la subvenció d'IBM. Té 760.000 rodes i 800 quilòmetres de cable i es basava en la màquina analítica de Charles Babbage.
L'ordinador  Mark I  feia servir senyals electromagnètics per moure les parts mecàniques. Aquesta màquina era lenta (prenia de 3 a 5 segons per càlcul) i inflexible (la seqüència de càlculs no es podia canviar), però executava operacions matemàtiques bàsiques i càlculs complexos d'equacions sobre el moviment parabòlic de projectils.
Funcionava amb relés, es programava amb interruptors i llegia les dades de cintes de paper perforat.

## Orígens
El concepte original es va presentar a IBM per Howard Aiken al novembre de 1937. Després d'un estudi de factibilitat realitzat pels enginyers d'IBM, el president de la companyia, Thomas Watson Sr., va aprovar el projecte i el seu finançament al febrer de 1939.
Howard Aiken havia començat a buscar una empresa per dissenyar i construir la seva calculadora a principis de 1937. Després de dos intents refusats, se li va mostrar un aparell que el fill de Charles Babbage havia donat a la Universitat Harvard 70 anys abans. Això el va portar a estudiar Babbage i a afegir referències de la màquina analítica a la seva proposta; la màquina resultant "va portar principis de la Màquina Analítica de Babbage gairebé a plena efectivitat, alhora que va afegir noves característiques importants."
El ASCC va ser desenvolupat i construït per IBM en la seva planta d'Endicott i enviat a la Universitat Harvard al febrer de 1944. Va començar a fer càlculs de l'Oficina de la Marina dels EUA al maig i va ser presentat oficialment a la universitat el 7 d'agost de 1944.

## Característiques
La Mark I  era una màquina digna d'admirar, ja que les seves magnituds eren grandioses: feia uns 15,5 metres de llarg, uns 2,40 metres d'alt i uns 60 centímetres d'ample, pesava aproximadament unes cinc tones. Però el més impressionant van ser unes cobertes de vidre que deixaven que s'admirés tota la maquinària del seu interior.
La Mark I  rebia les seves seqüències d'instruccions (programes) i les seves dades a través de lectores de cinta perforada de paper i els números es transferien d'un registre a un altre per mitjà de senyals elèctrics. Potser per això no hagi de sorprendre que tot i mesurar només 15 metres de llarg, el cablejat intern de la Mark I tenia una longitud de més de 800 quilòmetres, amb més de tres milions de connexions. Els resultats produïts s'imprimien utilitzant màquines d'escriure elèctriques o perforadores de targetes, en la més pura tradició d'IBM.
Encara que tenia components electromecànics era una màquina automàtica elèctrica. Era capaç de realitzar 5 operacions aritmètiques (suma, resta, multiplicació, divisió i referència a resultats anteriors). El seu interior estava compost per 750.000 peces de diferents varietats (rodes rotatòries per als registres, relés…).
Estava composta de més de 1.400 interruptors rotatoris de deu posicions en el front de la màquina per visualitzar els valors dels registres constants que se li introduïen. Però a més dels registres constants la màquina contenia 72 registres mecànics. Cada un dels registres mecànics era capaç d'emmagatzemar 23 dígits, els dígits que es feien servir per al signe era un 0 per signe positiu i un 9 per al signe negatiu.
La posició de la coma decimal estava fixa durant la solució d'un problema, però podia ajustar-se prèviament de manera que estigués entre dos dígits qualsevol. La màquina comptava també amb mecanismes que permetien fer càlculs de doble precisió (46 decimals), mitjançant la unió de dos registres, en una forma anàloga a la Màquina Analítica de Babbage.

## Funcionament
La Mark I  es programava rebent les seves seqüències d'instruccions a través d'una cinta de paper en la qual anaven perforades les instruccions i números que es transferien d'un registre a un altre per mitjà de senyals elèctrics.
Quan la màquina estava en funcionament el soroll que produïa era similar al que hi hauria en una habitació plena de persones escrivint de forma sincronitzada. El temps mínim de transferència d'un nombre d'un registre a un altre i la realització de cadascuna de les seves operacions bàsiques (resta, suma, multiplicació i divisió) era de 0,3 segons. Encara que la divisió i la multiplicació eren més lentes.
La capacitat de modificació de la seqüència d'instruccions sobre la base dels resultats produïts durant el procés de càlcul era petita. La màquina podia escollir entre diversos algorismes per a l'execució de cert càlcul. Tanmateix, canviar d'una seqüència d'instruccions a una altra era costós, ja que la màquina s'havia d'aturar i calia que els operaris canviessin la cinta de control. Per tant, es considera que la Mark I no té realment salts incondicionals. Encara que, posteriorment se li va afegir el que va ser anomenat Mecanisme Subsidiari de Seqüència (era capaç de definir fins a 10 subrutines, cadascuna de les quals podia tenir un màxim de 22 instruccions), que estava compost de tres taulers de connexions que s'acompanyaven de tres lectores de cinta de paper. I es va poder afirmar que la Mark I, podia transferir el control entre qualsevol de les lectores, depenent del contingut dels registres.